# Paolino Stanzial
Paolino Stanzial (Vigasio, 12 dicembre 1948) è un allenatore di calcio ed ex calciatore italiano, di ruolo terzino.

## Carriera

### Giocatore

#### Club
Terzino di fascia (ma all'occorrenza anche mediano), cresce calcisticamente nel Povegliano di Verona, da cui passa nel 1967 alle giovanili della SPAL, con cui conquista il De Martino nel 1968. Nella stessa stagione (1967-1968) esordisce in Serie A, il 12 novembre 1967, nella vittoria dei biancoazzurri a Bologna per 3-2. A fine stagione la formazione ferrarese retrocede in Serie B, e Stanzial chiude con 20 presenze e una rete, il gol della vittoria a Mantova il 14 aprile 1968.
Nella stagione successiva passa alla Fiorentina, ma tra i viola non riesce a conquistare il posto di titolare in una formazione allenata da Bruno Pesaola che conquista lo scudetto, a cui contribuisce con 7 presenze; colleziona anche 3 presenze nella Coppa delle Fiere 1968-1969. Viene mandato in prestito in Serie B al Livorno per tornare a Firenze nel 1970, disputando altre 6 partite nella 1970-1971.
A fine stagione viene ceduto definitivamente al Lanerossi Vicenza. Con i veneti gioca due stagioni da titolare nella massima serie, totalizzando 54 presenze senza reti, e nel 1973 scende in Serie B con il Taranto. Vi rimane per due stagioni, contribuendo da titolare a un quinto posto e a una salvezza.
Viene poi acquistato dalla Lucchese in Serie C e quindi dal Piacenza, sempre in terza serie. Inizialmente riconfermato, gioca tre partite nella Coppa Italia Semiprofessionisti e poi entra in disaccordo economico con la società, che lo esclude dalla rosa. Chiude quindi la carriera professionistica nel 1978.

#### Nazionale
Esordisce 16 aprile 1969, nell'Under 21 in una vittoriosa gara contro i pari età rumeni. Quella rimane la sua unica presenza nelle nazionali azzurre.

### Allenatore
Ha fatto parte dello staff tecnico del Legnago, tra il 2006 e il 2008, come preparatore dei portieri. In seguito allena anche le Officine Bra di Quinto, il Cerea (come allenatore in seconda), le giovanili dell'Arena il Pozzo, il Raldon e le giovanili del Villafranca, tutte formazioni dilettantistiche veronesi.

## Palmarès

### Giocatore

#### Club
- Campionato italiano: 1

Fiorentina: 1968-1969